# Сулюкта
Сулюкта (кирг. Сүлүктү) — город областного подчинения в Баткенской области Кыргызстана, один из крупнейших центров добычи угля в Кыргызстане. Население — 24,7 тыс. человек (2009).

## История
Сулюкта — один из старейших центров угледобычи в Средней Азии. Промышленная разработка угля началась в 1868 году. Этим временем датируется возникновение Сулюкты.
В 1917 году председателем Совета рабочих Сулюкты стал Зайдулла Кадыров.
20 августа 1934 года Президиум ВЦИК постановил «Город Фрунзе и рабочие поселки Кизыл-Кия и Сулюкта в Киргизской АССР числить в списке населенных пунктов, выделенных из состава района в самостоятельные административно-хозяйственные единицы, подчиненные непосредственно ЦИК Киргизской АССР».
В 1940 году был присвоен статус города. В данное время Сулюкта является городом областного подчинения. Ранее входила в состав Ошской области.

## География
Город расположен в северных отрогах Туркестанского хребта, на высоте 1380 м над уровнем моря, в 150 км западнее областного центра — города Баткен (по трассе Сулюкта — Лейлекский район, Согдийская область Республики Таджикистан — Баткен), в 950 км от республиканского центра — города Бишкек.
Город соединён Сулюктинской узкоколейной железной дорогой (47 км) со станцией Пролетарск Республики Таджикистан. Из них 9 км находятся на территории Таджикистана и 38 км — на территории Кыргызстана. На территории города находятся 3 станции — Товарная (основная), Макаевка и Восточная в посёлке Восточный.
Зимний период — не долгий, теплый. Весна и осень в последнее 10-летие — дождливые, а лето — сухое и жаркое.
В подчинении городской администрации Сулюкты находятся пгт Восточный и село Кольцо.

## Галерея
- Чёртово колесо в парке Сулюкты
- Сулюктинский Гуманитарно-экономический институт при БатГУ
- Дом культуры
- Недостроенные советские дома в поселке Восточный (Восьмом поле)
- Вид с крутого холма в Сулюкте
- Зима в Сулюкте